# Tityus quisqueyanus
Espèce
Tityus quisqueyanus est une espèce de scorpions de la famille des Buthidae.

## Distribution
Cette espèce est endémique de République dominicaine,. Elle se rencontre dans les provinces de Santiago et de La Vega.

## Étymologie
Son nom d'espèce lui a été donné en référence au lieu de sa découverte, Quisqueya.

## Publication originale
- Armas, 1982 : « Adiciones a las escorpiofaunas (Arachnida: Scorpiones) de Puerto Rico y Republica Dominicana. » Poeyana, no 237, p. 1-25.